# Ost-West-Spange
| Streckenlänge: | 1,5 km              |                                                               |                                                               |
| Spurweite: | 1000 mm (Meterspur) |                                                               |                                                               |
| |                     |                                                               |                                                               |
| Streckenverlauf |                     |                                                               |                                                               |
| \| \| \| über Helenenstr. von Bergeborbeck, Dellwig und Frintrop \| \| \| \| von Frohnhausen \| \| \| \| ThyssenKrupp \| \| \| \| Rampe Altendorfer Straße \| \| \| \| Berliner Platz U11, U17 & U18 \| \| \| \| Rheinischer Platz \| \| \| \| von Altenessen und Gelsenkirchen \| \| \| \| Rathaus Essen viergleisig \| \| \| \| über Essen Hbf nach Bredeney, Holsterhausen und Rellinghausen \| \| \| \| nach Steele \| |                     |                                                               |                                                               |
| U-Bahn-Strecke |                     | über Helenenstr. von Bergeborbeck, Dellwig und Frintrop       | über Helenenstr. von Bergeborbeck, Dellwig und Frintrop       |
| U-Bahn-Abzweig geradeaus und von rechts |                     | von Frohnhausen                                               | von Frohnhausen                                               |
| U-Bahn-Bahnhof |                     | ThyssenKrupp                                                  | ThyssenKrupp                                                  |
| U-Bahn-Tunnelanfang |                     | Rampe Altendorfer Straße                                      | Rampe Altendorfer Straße                                      |
| U-Bahn-Turmbahnhof (im Tunnel) |                     | Berliner Platz U11, U17 & U18                                 | Berliner Platz U11, U17 & U18                                 |
| U-Bahn-Haltepunkt / Haltestelle (im Tunnel) |                     | Rheinischer Platz                                             | Rheinischer Platz                                             |
| U-Bahn-Abzweig geradeaus und von links (im Tunnel) |                     | von Altenessen und Gelsenkirchen                              | von Altenessen und Gelsenkirchen                              |
| U-Bahn-Bahnhof (im Tunnel) |                     | Rathaus Essen viergleisig                                     | Rathaus Essen viergleisig                                     |
| U-Bahn-Abzweig geradeaus und nach rechts (im Tunnel) |                     | über Essen Hbf nach Bredeney, Holsterhausen und Rellinghausen | über Essen Hbf nach Bredeney, Holsterhausen und Rellinghausen |
| U-Bahn-Tunnelende |                     | nach Steele                                                   | nach Steele                                                   |

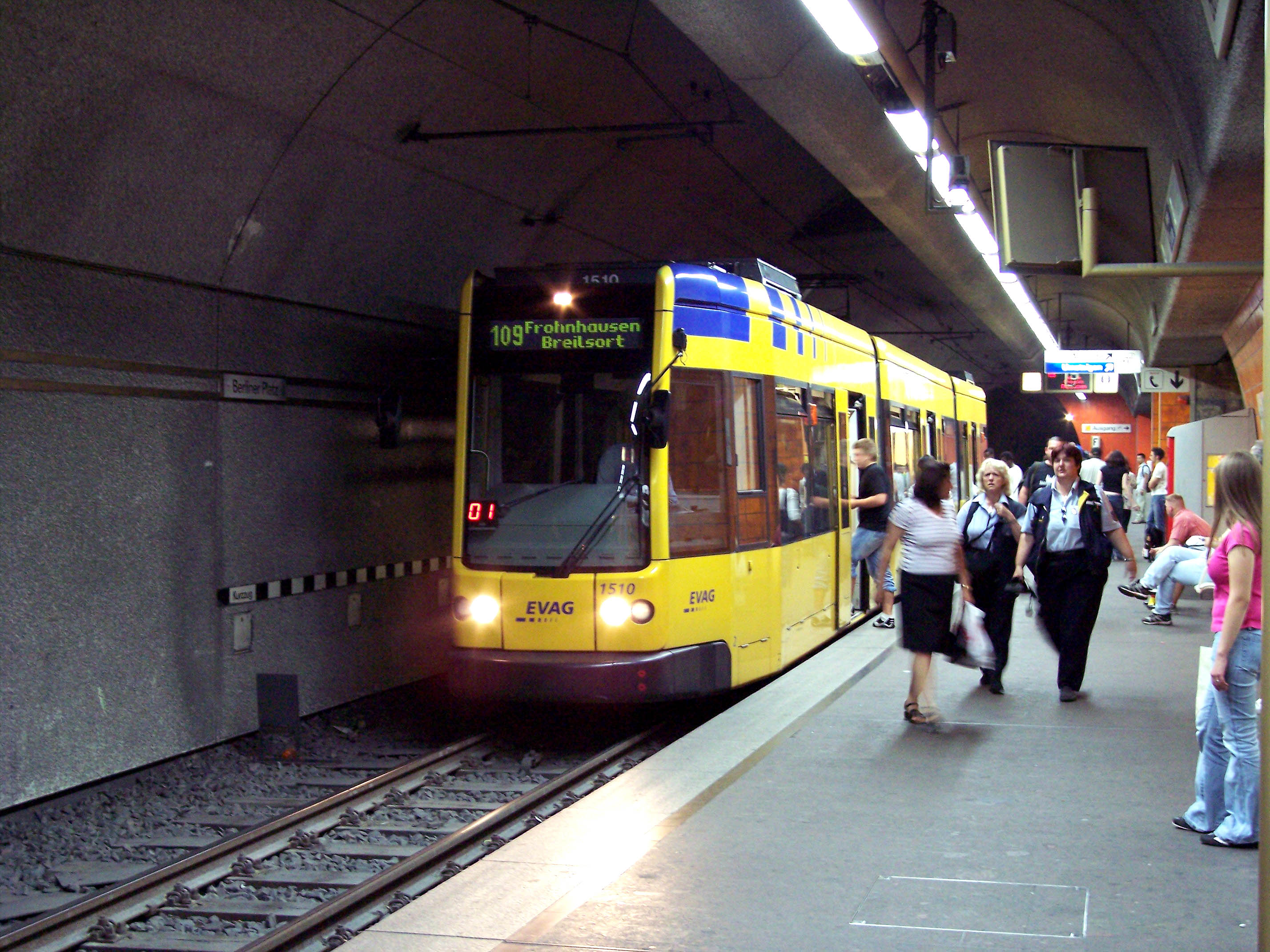
Straßenbahn der Linie 109 im U-Bahnhof Berliner Platz

Ost-West-Spange ist die Bezeichnung einer Strecke der Essener U-Stadtbahn, die 1991 fertig gestellt wurde und für eine vollständig unterirdische Verkehrsführung der Straßenbahnen im Stadtkern sorgte. Sie war als Stadtbahnvorlaufstrecke konzipiert und sollte von der für 2008 geplanten, aber nie verwirklichten Ost-West-U-Bahn-Linie Frintrop – Abzweig Aktienstr. – Altendorf – Porscheplatz (Rathaus Essen) – Steele befahren werden. Die unterirdische Strecke hat heute eine Länge von 1,466 Kilometern.

## Streckenführung
Die Ost-West-Spange verläuft von Westen kommend ab der Rampe Hans-Böckler-Straße (Haltestelle ThyssenKrupp) unter der Altendorfer Straße und dem Colosseum Theater zum U-Bahnhof Berliner Platz, weiter unter dem Gelände des ehemaligen Großmarktes Rheinische Straße an der Friedrich-Ebert-Straße entlang, zum Bahnhof Rheinischer Platz. Von dort aus knickt der Tunnel schließlich unter der Schützenbahn nach Südosten ab, um sich kreuzungsfrei in die Strecke vom Viehofer Platz einzufädeln und den Verzweigungsbahnhof Rathaus Essen zu erreichen.

## Streckenbelegung
Der Tunnelabschnitt wird heute durchgängig von vier Straßenbahnlinien befahren, welche zwischen dem westlichen Tunnelende an der Haltestelle ThyssenKrupp und Bahnhof Rathaus Essen gebündelt werden.
| Linie   | Verlauf | Takt (Mo–Fr) |
| ------- | --- | ------------ |
| 101 106 | Borbeck Germaniaplatz – Bergeborbeck Leimgartsfeld – Bergeborbeck Bf – Helenenstraße – U Berliner Platz – U Rheinischer Platz – U Rathaus Essen – U Essen Hbf – Rüttenscheider Stern – Holsterhauser Platz – Hobeisenbrücke – Alfred-Krupp-Schule – Essen West – Helenenstraße Die Linie 101 verkehrt Borbeck → Helenenstraße → Hauptbahnhof → Rüttenscheid → Helenenstraße Die Linie 106 verkehrt Helenenstraße → Rüttenscheid → Hauptbahnhof → Helenenstraße → Borbeck | 10 min       |
| 103     | Dellwig Wertstraße – Essen-Dellwig Bf – Gerschede – Borbeck Germaniaplatz – Borbeck Bf – Schloss Borbeck – Borbeck Süd Bf – Helenenstraße – U Berliner Platz – U Rheinischer Platz – U Rathaus Essen – U Essen Hbf (nur abends sowie sonn-/feiertags) / (Hollestraße – Huttrop – Steele ) | 10 min       |
| 105     | Naturlinie 105: Frintrop Unterstraße (Stadtgrenze Oberhausen) – Bedingrade – Abzweig Aktienstraße – Borbeck Süd Bf – Helenenstraße – U Berliner Platz – U Rheinischer Platz – U Rathaus Essen – U Essen Hbf – Essen Süd – Bergerhausen – Rellinghausen Finefraustraße | 10 min       |
| 109     | Frohnhausen Breilsort – Alfred-Krupp-Schule – Berthold-Beitz-Boulevard – U Berliner Platz – U Rheinischer Platz – U Rathaus Essen – Hollestraße – Huttrop – Steele | 10 min       |

Montags bis freitags tagsüber werden alle Linien im 10-Minuten-Takt betrieben, in der morgendlichen Hauptverkehrszeit verkehren Verstärkungskurse auf der Linie 105.
Im Herbst 1991 und von 1993 bis 1995 wurde die Strecke zusätzlich von den unterirdisch fahrenden Duo-Bussen der Linien CE45 und CE47 belegt (siehe Duo-Bus Essen). Bei Eröffnung diente die Ost-West-Spange sechs Straßenbahnlinien (103, 104, 105, 109, 114, 115), allerdings teilweise mit geringeren Taktfrequenzen.

## Baugeschichte
Die geologischen Verhältnisse erforderten eine Aufteilung in zwei Baulose. Beide wurden bergmännisch aufgefahren und in Spritzbetonbauweise unter Zuhilfenahme verschiedener Techniken erstellt. Für den östlichen Bauabschnitt (Baulos 30), entschied man sich für das Druckluftverfahren, im westlichen (Baulos 31) für eine Grundwasserabsenkung. Die Baulosgrenze befindet sich am Berliner Platz, wo auch der Startschacht abgeteuft wurde (nordöstliche Straßenecke der Kreuzung Friedrich-Ebert- und Segerothstraße).
Den Auftrag für den Rohbau erhielten im Juni 1984 die Firmen HOCHTIEF, Bilfinger Berger, Dyckerhoff & Widmann, Alfred Kunz, Strabag und Wayss & Freytag. Als Bauzeit waren fünf Jahre veranschlagt.

## Eröffnung
Die Strecke wurde am 28. September 1991 vorläufig in Betrieb genommen. Um am Bahnhof Porscheplatz (heute: Rathaus Essen) den endgültigen Streckenanschluss ans bestehende Netz herzustellen (Abbau der provisorischen Rampe Schützenbahn und Einbau der dortigen Gleise und Weichenverbindungen), kam es zu einer Zwischenlösung, während der nur die äußeren zwei Gleise des Bahnhofs befahren werden konnten, was die Kapazität des Bahnhofs erheblich einschränkte. Daher wurden für etwa zwei Wochen die Linien 103 und 109 getrennt, die morgendlichen Verstärkerfahrten der übrigen Linien entfielen bzw. wurden vor dem Tunnel gekappt.
Ab dem 13. Oktober 1991 stand der Bahnhof Porscheplatz (heute: Rathaus Essen) wieder vollständig, mit allen vier Bahnsteigen, zur Verfügung. Die endgültige Inbetriebnahme fand schließlich am 9. November 1991 statt, mit der auch die Spur-Bus-Linien CE45 und CE47 durch den Tunnel geführt wurden.

## Probleme
Für die Linie 109 bedeutete die Führung durch den Tunnel den Verlust ihres alten Linienweges vom Berliner Platz aus über den Limbecker Platz und weiter durch die heutige Weststadt über die Frohnhauser Straße. Da man sich gegen eine weitere westliche Zufahrtsrampe im Tunnelnetz entschieden hatte und eine Führung durch die Westendstraße zur Frohnhauser Straße aufgrund von Differenzen mit dem Grundstückseigentümer Krupp nicht in Frage kam, wurde sie von der Haltestelle Alfred-Krupp-Schule aus über den Knoten Helenenstraße umgeleitet.
Zusammen mit den anderen dort bereits verkehrenden Straßenbahnlinien führte dies zu einer dauerhaften Überlastung der Straßenbahnkreuzung Helenenstraße als westlichem Endpunkt der Bündelungs-Strecke.
Als erste Maßnahme zur Streckenentlastung wurden noch im Herbst 1991 die Fahrten der Linie 114 (Verstärkung der Linie 104 morgens) an der Helenenstraße gebrochen und so aus dem Tunnel genommen. Ebenfalls wurde der 5-Minuten-Takt auf der Linie 105 durch Doppeltraktionen im 10-Minuten-Takt ersetzt.
Durch die Spur-Busse der Linien CE45 und CE47 und deren häufige Pannen im Tunnel kam der Verkehr auf dieser wichtigsten Ost-West-Strecke oft zum Erliegen und verursachte oft Verspätungen. Als Lösung blieb, die Busse wieder an der Oberfläche verkehren zu lassen, was ab dem Jahr 1995 geschah.
Bedingt durch die seit den 2000er Jahren laufende Entwicklung und Erschließung des so genannten Krupp-Gürtels ergab sich die Gelegenheit, für die Linie 109 eine neue Streckenführung zu planen. Nach einigen Jahren Unklarheit wurde diese im Jahr 2014 gebaut. Seit dem 20. Oktober 2014 befährt sie nun eine Neubaustrecke, die westlich der Haltestelle ThyssenKrupp von der Altendorfer Straße abzweigt und über den Berthold-Beitz-Boulevard zur Frohnhauser Straße führt und somit den Knoten Helenenstraße entlastet.

## Pläne
Zu Beginn der 2000er Jahre wurden Stimmen laut, die eine Verlegung der Linie 109 aus dem Tunnel durch die Innenstadt forderten. Neben Fahrzeitgewinnen und Fahrzeugeinsparungen hätte dies auch zu einer Verminderung der Verkehrslast auf der Ost-West-Spange um ein Viertel geführt (sechs Fahrten pro Stunde in der Hauptverkehrszeit). Die Pläne waren jedoch weder finanziell noch politisch durchsetzbar und wurden verworfen. Ein an diese Anstrengungen angelehntes Projekt wird nun unter dem Namen „CityBahn“ bis 2025 verwirklicht. Hierbei werden die zukünftigen Linien aber nicht durch die Innenstadt, sondern am Rande dieser vorbeigeführt.